# Dániel Böde
Dániel Böde, né le 24 octobre 1986 à Szekszárd, est un footballeur hongrois, Il évolue au poste d'attaquant avec le Ferencváros TC et l'équipe de Hongrie.

## Carrière
Dániel Böde joue d'abord au Paksi SE. Il dispute son premier match au sein du championnat de Hongrie en septembre 2006. 
En 2012, il rejoint le Ferencváros TC. Il est élu par la fédération meilleur joueur du championnat en 2013, et termine meilleur buteur du championnat en 2016 avec 17 buts. 
En 2013, il fait ses débuts en équipe de Hongrie. Il reçoit sa première sélection le 6 février 2013 contre la Biélorussie en amical (match nul 1-1).
Dániel Böde inscrit deux buts lors des éliminatoires du mondial 2014 : contre la Turquie en mars 2013 (match nul 1-1), puis contre l'Estonie en septembre 2013 (victoire 5-1). 
Il marque ensuite en octobre 2015 un doublé lors des éliminatoires de l'Euro 2016 contre les îles Féroé (victoire 2-1). Fort de ses performances, le sélectionneur Bernd Storck le retient afin de participer à l'Euro 2016 organisé en France.
En 2023, il épouse la handballeuse Blanka Bíró.

## Palmarès
Paksi SE
- Champion de Hongrie de D2 en 2006[5]
- Vainqueur de la Coupe de la Ligue hongroise en 2011[6]

Ferencvárosi TC
- Champion de Hongrie en 2016[7]
- Vainqueur de la Coupe de Hongrie en 2015[8] et 2016 [9]
- Vainqueur de la Coupe de la Ligue hongroise en 2013[10] et 2014-15[11]
- Vainqueur de la Supercoupe de Hongrie en 2015[12]

## Distinctions personnelles
- Meilleur buteur du championnat de Hongrie lors de la saison 2015-2016 avec 17 buts